# Schilsbachtal mit Nebenbächen und Hangwäldern am Rursee
Das Naturschutzgebiet Schilsbachtal mit Nebenbächen und Hangwäldern am Rursee liegt im Gemeindegebiet Simmerath, es umfasst die bewaldeten, zur Rurtalsperre abfallenden Hänge nordöstlich von Woffelsbach.

## Beschreibung
Im westlichen Teil herrschen Rotbuchen vor, mit geringen Bestand auch Traubeneiche und Bergahorn. Der Bodenbewuchs ist artenarm. Er besteht buchenwaldtypisch aus Drahtschmiele, Wald-Schwingel, Weiße Hainsimse, Mauerlattich und Fuchs-Greiskraut. Im Bereich um den Woffelsbacher Kirchweg, zwischen Schilsberg und Backesberg sind Traubeneichenwäldern gemischt mit Hainbuche und Bergahorn sowie vereinzelt Sandbirke, Buchen und Eberesche zu finden. Der Bodenbewuchs ist hier typisch für bodensaure Eichenwälder, hier wachsen Drahtschmiele, Heidelbeere, Goldrute, Gelber Hohlzahn, Wiesenwachtelweizen und Besenheide. Nördlich der Bacheinmündung des Schilsbachs in die Talsperre wird der Bach von einem gut ausgebildeten Erlen-Auwald begleitet. Der Solchbachoberlauf durchfließt ein tief eingeschnittenes, mit Buchenwald bewachsenes Tal. Im nordöstlichen Gebietsteil herrschen wiederum Buchenbestände vor. Die großflächig ausgebildeten Eichen- und Buchenbestände machen zusammen rund 80 %  der Gesamtfläche des Naturschutzgebiets aus, das somit ein wichtiges Gebiet für die Erhaltung der Lebensgemeinschaften naturnaher Laubwälder im Naturraum Rureifel ist.

## Schutzzweck
Geschützt werden sollen die Lebensräume für viele nach der Roten Liste der gefährdeten Pflanzen, Pilze und Tiere in NRW. Diese Biotoptypen kommen in dem Gebiet vor: Quellen, naturnahe und unverbaute Bachabschnitte, Nass- und Feuchtgrünland, Auenwälder, natürliche Felsbildungen.